# Ryska museet

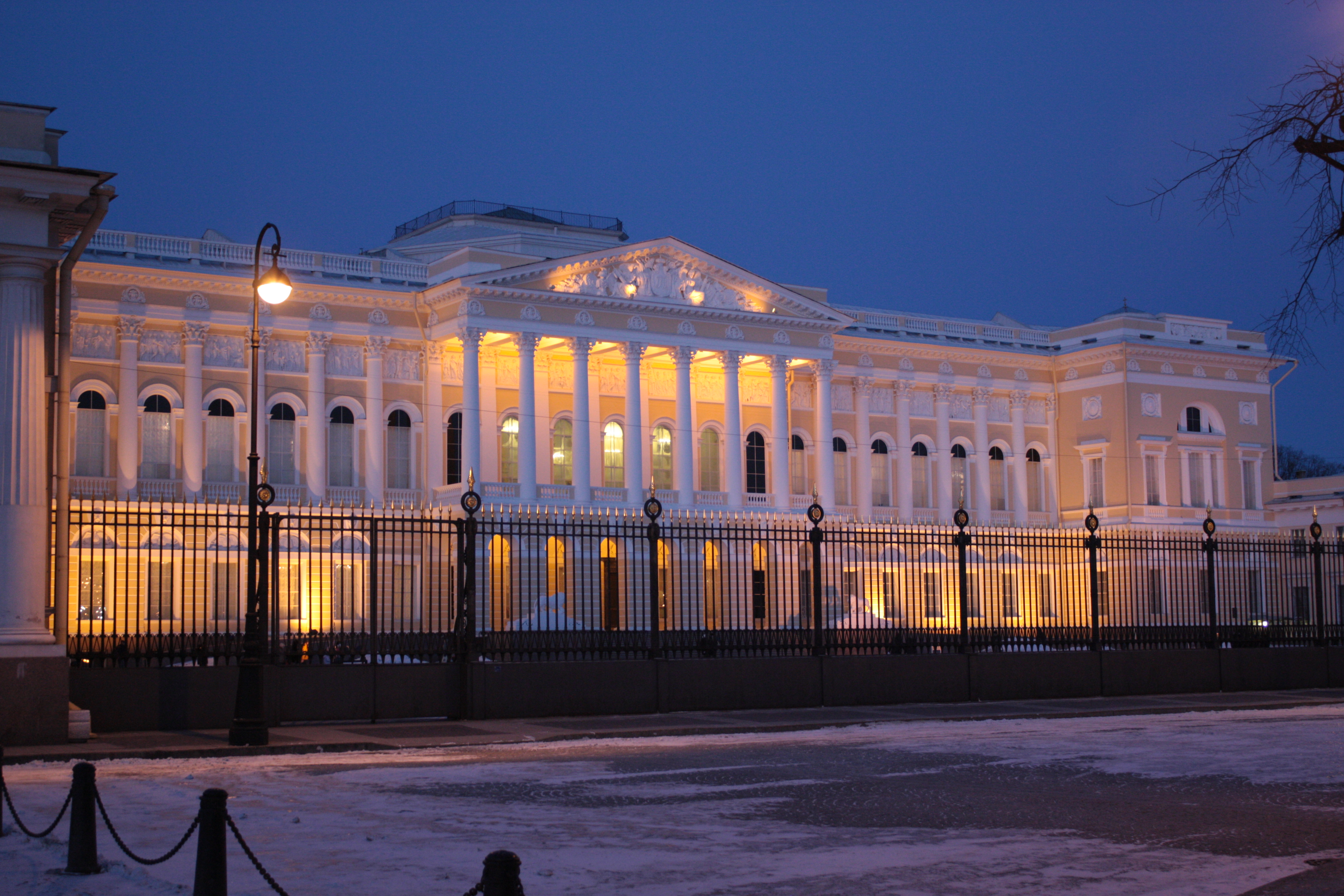
Entrén till det gamla Mikhailovskijpalatset vaktas av två Medicilejon.

Det Statliga ryska museet (ryska: Госуда́рственный Ру́сский музе́й: Gosudarstvennyj Russkij muzej, tidigare Hans kejserliga majestät Alexander III:s ryska museum ryska: Ру́сский Музе́й Импера́тора Алекса́ндра III: Russkij Musej Imperatora Aleksandra III) innehar den största ryska konstsamlingen i Sankt Petersburg.

## Historik
Museet grundades 13 april 1895, vid Nikolaj II till minne av hans far Alexander III. Den ursprungliga samlingen kom från Eremitaget, Alexanderpalatset och Ryska konstakademien. Efter Ryska revolutionen, förstatligades många privata samlingar och placerade på Ryska museet, däribland Kazimir Malevitjs Svart kvadrat.

## Byggnader
Huvudbyggnaden är Mikhailovskijpalatset, ett storslaget nyklassicistiskt residens, som tillhört storfurste Michael Pavlovitj, uppfört 1819-25 efter Carlo Rossis ritningar i S:t Petersburg. Vid storfurstens död kallades residenset Storfurstinnan Elena Pavlovnas palats efter hans maka och blev känt för sina många teateruppsättningar och baler. Vissa av salarna i palatset har kvar sin ymniga italienska interiör som det hade som tidigare kejserligt residens.
Andra byggnader som hör till Ryska museet är Peter I sommarpalats (1710–14), greve Orlovs marmorpalats (1768–85), tsar Paul I:s St Mikaels slott (1797-1801) och det Rastrelliska Stroganovpalatset på Nevskij prospekt (1752–54).

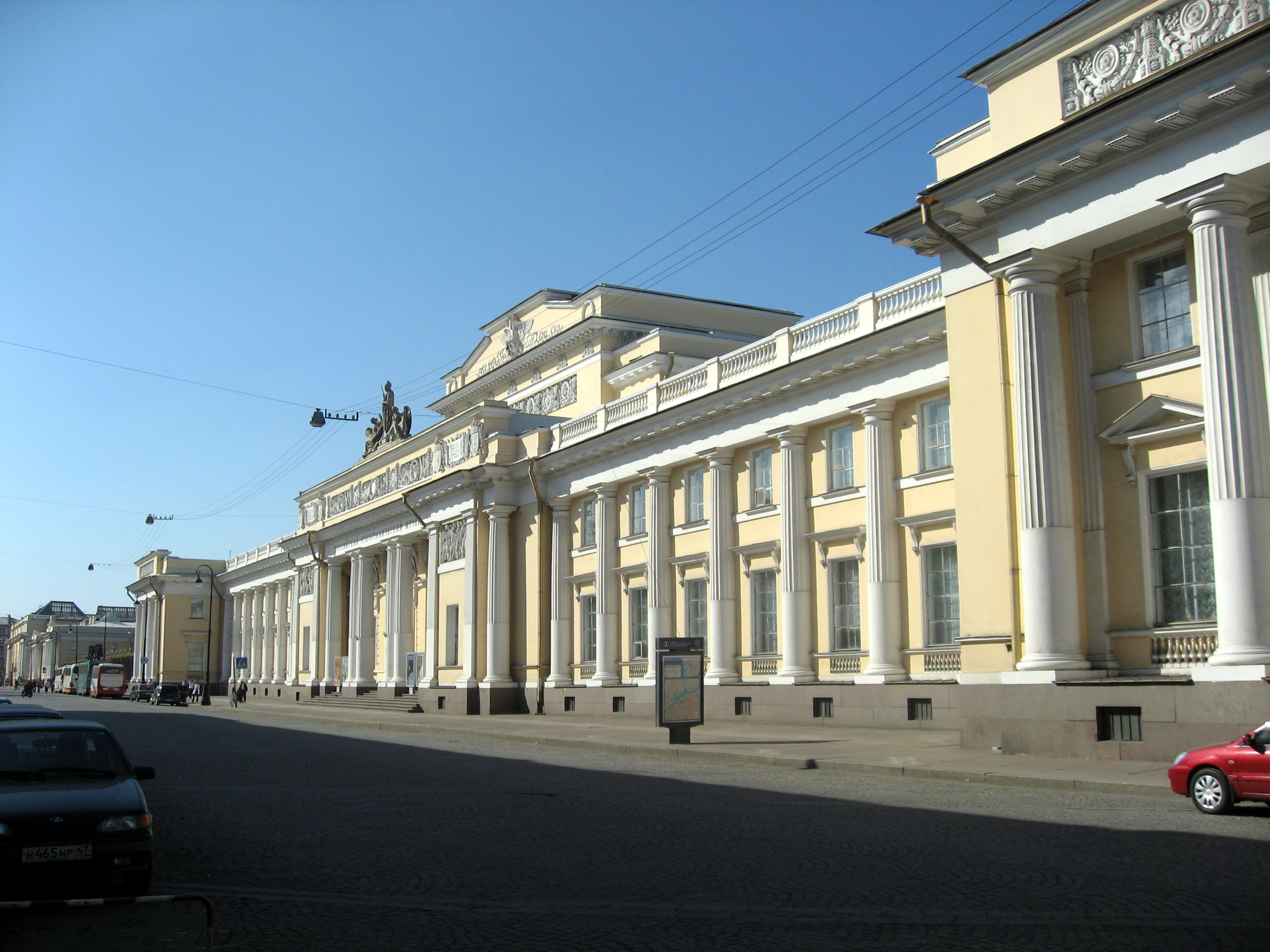
Ryska etnografiska museet.

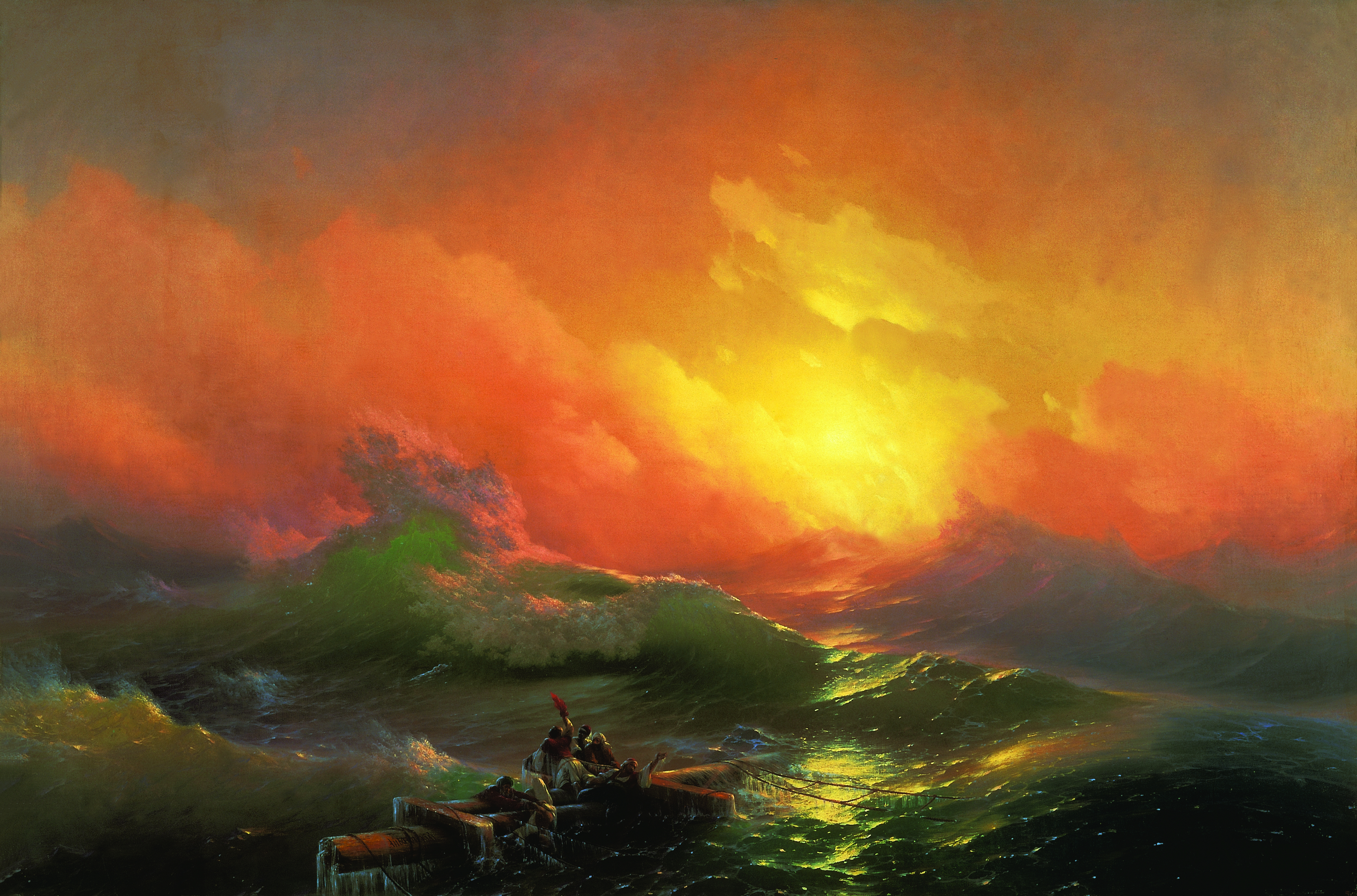
Nionde vågen av Ivan Ajvazovskij, finns på Ryska museet.

## Den etnografiska avdelningen
Den etnografiska avdelningen låg ursprungligen i en byggnad uppförd av Vladimir Svinyin 1902. Museet fylldes av gåvor som den kejserliga familjen mottagit från representanter från olika folk från olika delar av det ryska imperiet. Fler utställningar betalades av Nikolaj II och andra familjemedlemmar, då statens kassa inte räckte för att finansiera nya utställningar. År 1934 blev den etnografiska avdelningen ett eget museum: Ryska etnografiska museet.